# Let the Ocean Take Me
Let the Ocean Take me es el cuarto álbum de estudio de la banda de metalcore australiana The Amity Affliction. Fue lanzado el 6 de junio de 2014 en Australia, el 9 de junio de 2014 en el Reino Unido y el 10 de junio de 2014 en los EE. UU a través de Roadrunner Records.
Es su primer disco para presentar al nuevo guitarrista Dan Brown después de la salida de Imran Siddiqi poco antes del lanzamiento de su álbum anterior (agosto de 2012). Este es también el último álbum con el guitarrista fundador, Troy Brady.

## Lista de canciones
Todas las letras escritas por Ahren Stringer and Joel Birch, toda la música compuesta por The Amity Affliction. 
| Original CD |                    |          |  |
| N.º         | Título             | Duración |  |
| 1.          | «Pittsburgh»       | 4:48     |  |
| 2.          | «Lost & Fading»    | 4:31     |  |
| 3.          | «Don't Lean on Me» | 3:33     |  |
| 4.          | «The Weigh Down»   | 3:31     |  |
| 5.          | «Never Alone»      | 5:48     |  |
| 6.          | «Death's Hand»     | 4:15     |  |
| 7.          | «F.M.L.»           | 3:26     |  |
| 8.          | «My Father's Son»  | 3:37     |  |
| 9.          | «Forest Fire»      | 3:39     |  |
| 10.         | «Give It All»      | 4:57     |  |

| Versión Deluxe |             |          |  |
| N.º            | Título      | Duración |  |
| 11.            | «Skeletons» | 4:14     |  |
| 12.            | «Farewell»  | 3:23     |  |

## Personal
The Amity Affliction
- Joel Birch – Screaming
- Ahren Stringer – voz, bajo
- Troy Brady – guitarra líder, coros
- Dan Brown - guitarra rítmica
- Ryan Burt – batería, percusión

## Listas
| Lista (2014)                          | Posición más alta |
| ------------------------------------- | ----------------- |
| Australia (ARIA)                      | 1                 |
| Nueva Zelanda (Recorded Music NZ)     | 24                |
| Estados Unidos (Billboard 200)        | 31                |
| Estados Unidos (Top Hard Rock Albums) | 3                 |
| Estados Unidos (Top Rock Albums)      | 11                |

| Lista (2016)            | Posición |
| ----------------------- | -------- |
| Australian Albums Chart | 24       |